# Shy Love
Shy Love, também conhecida como Shy Luv (Wiesbaden, 27 de novembro de 1978) é uma atriz pornográfica germano-americana, descendente de italianos e porto-riquenhos. Começou sua carreira no cinema adulto em 2003, com 25 anos de idade, mesmo ano em que coloca implantes mamários.

## Primeiros anos
Shy nasceu em Wiesbaden na Alemanha, porque seu pai, militar do Exército dos Estados Unidos estava em missão naquele país, onde estava estacionado. Aos sete anos de idade, ela, seus pais e suas cinco irmãs se mudam para os Estados Unidos, especificamente New Haven, Connecticut. De acordo com Love, ela se formou no colegial aos 16 anos e, em seguida, obteve o bacharelato e dois mestrados. Ela também afirma ter estudado contabilidade.

## Carreira no cinema adulto
De acordo com o IMDb, além de atriz pornográfica, Love também é produtora, diretora e gerente de talentos. Ela já atuou em mais de 250 filmes adultos. Começou a dirigir e produzir filmes em 2004. Ela também criou sua própria agência de talentos, a Adult Talent Managers, e assinou contrato com as atrizes Memphis Monroe e Lisa Daniels.
Love é co-proprietária de uma boate em Colorado Springs chamada Pure 13, que abriu em janeiro de 2008. Em agosto de 2008, ela trabalhou em um controverso filme bissexual dirigido por Chi Chi LaRue intitulado Shifting Gears.

## Prêmios e indicações
- 2005: XRCO Award indicada – Best On-Screen Couple – Janine's Got Male[9]
- 2006: AVN Award indicada – Best Interactive DVD – Shy Love’s Cum Play With Me, Madness Pictures[10]
- 2007: AVN Award indicada – Female Performer of the Year[11]